# Pretanjeni nož
Pretanjeni nož (v izvirniku The Subtle Knife) je fantazijski roman britanskega pisatelja Philipa Pullmana. Je drugi v seriji romanov Njegova temna tvar.